# Col d'Ornon
Il Col d'Ornon (1.367 m s.l.m.) è un valico francese che si trova nel dipartimento dell'Isère e collega Le Bourg-d'Oisans con La Mure.
Dal punto di vista orografico nelle Alpi del Delfinato separa il Massiccio des Écrins ad est dal Massiccio del Taillefer ad ovest.